# Сельское поселение Майское
Сельское поселение Майское — муниципальное образование в Пестравском районе Самарской области.
Административный центр — село Майское.

## Административное устройство
В состав сельского поселения Майское входят:
- посёлок Крюково,
- посёлок Лозовой,
- посёлок Михеевка,
- посёлок Овсянка,
- село Майское,
- село Телешовка.